# Saint-Ciers-sur-Gironde
 Saint-Ciers-sur-Gironde egy francia település Gironde megyében az Aquitania régióban. Lakosainak száma 3128 fő (2022. január 1.).

## Adminisztráció
Polgármesterek:
- 2001–2014 Anne-Marie Plisson
- 2014–2020 Valérie Ducout

## Demográfia
| Lakosok száma | 2156 | 2917 | 2906 | 3091 | 3084 | 3039 | 3012 | 3021 | 3029 | 3128 |
|               | 1968 | 1982 | 1990 | 2006 | 2013 | 2015 | 2017 | 2019 | 2020 | 2022 |

## Testvérvárosok
- Spanyolország Orio 1994-óta
- Románia Ivăneţu 1993-óta